# Chansonnier estudiantin
Pour les articles homonymes, voir chansonnier.
Un chansonnier estudiantin est un recueil de chansons estudiantines folkloriques.
Les chansons reprises dans ceux-ci ont souvent pour sujet la bière, le vin, la guindaille, la fraternité entre étudiants, les plaisirs de la chair, etc. On y retrouve également de nombreuses chansons de marine ou de garnison, et des chants grivois, couramment appelés en France chansons paillardes.

## Quelques chansonniers célèbres

### Les fleurs du mâle
Recueil principal de chansons estudiantines à l'Université libre de Bruxelles, sa première édition par le Cercle des sciences de l'ULB (CS à l'époque, actuel CdS) remonte à 1922. Elle est l'œuvre en particulier de Robert Thierry et Paul Vanderborght. Rapidement épuisée, elle est remplacée par un nouveau chansonnier portant le titre Fruits défendus. À peu près à la même époque, le Cercle de droit (CD) édite un chansonnier sous le titre de Le Rut d'un ange - Essais musicaux, bucoliques et voluptuaires sur la jouissance légale par Alphonse-Prat de Latartine. De nombreuses autres éditions des fleurs du mâle suivront (dont en 1992, à l'initiative de l'Union des anciens étudiants de l'ULB). Une nouvelle édition illustrée est publiée en 2009, pour le 175e anniversaire de l'université. Elle est l'initiative d'un petit groupe d'étudiants, eux-mêmes encouragés par quelques anciens. 
Outre les chansons paillardes, on y trouve quasi systématiquement les chants et/ou cris des cercles et régionales de l'ULB, ainsi que Le Semeur, chant de l'université.

#### Éditions
Ci-dessous, quelques-unes des principales éditions recensées. Il existe d'autres éditions dont plusieurs non datées.
- 1922, première édition, par le Cercle des Sciences de l'ULB, reprend principalement des chants alors récents mais peu de classiques du répertoire étudiant, illustrée par Bizuth ainsi que Lif[1].
- 1933, Faict pour l'Esbaudissement des Escoliers en la paroisse N.D. de la Cambre à Bruxelles
- 1935, et supplément de 1938 par les Amis de la chanson estudiantine, premier gros volume reprenant de nombreuses chansons classiques, illustrations de Robert Raemaekers alias Ram[3].
- 1947, par les Amis de la chanson estudiantine, illustrations de Jean Dratz
- 1960, par le Cercle de médecine - Illustrations de Jean Dratz
- 1967, par le Service des étudiants de l'ULB, en deux volumes, bilingue français-néerlandais..
- 1968, sous titrée Petit Catéchisme, par les éditions Ulbel.
- 1983, par le G.R.A.C.E. et éditée par l'UAE. Il existe une version spéciale Cercle polytechnique éditée à l'occasion de son centenaire.
- 1991, éditée par la Chorale de l'ULB dirigée par Xavier Hubaut, illustrations et couverture de Malik et Louis-Michel Carpentier.
- 1993, par l'UAE et le CP.
- 2009, dernière édition en date, par l'UAE de l'ULB - Illustrée principalement par Commandant Roswell.

##### Éditions françaises
- 1969, éditée sur les presses de l'Association amicale des étudiants en médecine de Montpellier, illustrée par Michel.
- 1981, par l'Association nationale des étudiants en médecine de France (ANEMF). Précédée d'un code de la Faluche.

### Les fleurs du festival
Il s'agit d'un recueil édité par le cercle polytechnique de l'ULB, qui reprend l'ensemble des chansons originales présentées entre 1975 et 1988 au Festival de la chanson estudiantine organisé par le même cercle. Il reprend des illustrations diverses extraites des affiches du festival. Pour célébrer la 40e édition du Festival de la chanson estudiantine, une édition comprenant toutes les chansons chantées au festival depuis sa création a été réalisée.

### Le Codex Studiosorum Bruxellensis
Recueil édité par les cercles étudiants de la VUB. À côté d'une moitié de chants néerlandais, on trouve des chants traditionnels anglais, français, allemands et même yiddish. Il servira de base de travail pour la composition du Carpe diem quand les guildes et les cantus se multiplient à l'ULB au début des années 1990.

### Le Carpe Diem
Recueil édité par la Guilde Polytechnique de l'ULB. Il reprend de nombreuses chansons dont une large section en anglais, néerlandais et même allemand.
La dernière édition de ce chansonnier de plus de 500 pages est publiée en 2017. On y retrouve la plupart des chants chantés dans les cantus et guildes de l'ULB et des autres cercles de Bruxelles.

### Liber Cantorum
Recueil édité par le CEFUC (Cercle des étudiants de Ucl-Mons), il reprend les chants autorisés selon leurs traditions folkloriques. En effet, de par leur tradition catholique et royaliste, certains chants ne sont pas autorisés à être chantés, ou en partie seulement.

### Le Florex
Le Florex est édité par la Corporatio Brabantia Bruxelliensis. Il en est actuellement à sa 2e édition. Celle-ci compte plus de 2300 pages en 2 tomes. 
- 1re édition : 1995
- 2e édition : 2006

Le Florex présente la particularité d'offrir une « vaste » sélection de chansons anciennes et récentes généralement moins connues que celles figurant dans les éditions du G.R.A.C.E. (1983 et 1993) des Fleurs du Mâle (ULB) et les éditions du Codex Studentorum de la BSG et du BSK, le Carpe Diem de la Guilde Polytechnique, du Petit Bitu, du Bitu Magnifique.
Ces références ont déterminé le choix du titre du recueil, le mot Florex faisant allusion d’une part aux Fleurs du Mâle et aux florilèges, et d’autre part aux Codex estudiantins, terme latin désignant l’ensemble des règles et des chants estudiantins usuels dans les guindailles structurées (cantus, corona, kneipe, ...).
Afin de réaliser ce travail, la Corporatio Brabantia Bruxelliensis s'était fixée quelques principes généraux :
- éviter que ce recueil ne puisse faire double emploi avec les chansonniers actuellement les plus complets et permettre de ce fait aux mordus de la chanson d’enrichir leurs connaissances sans avoir la désagréable impression de devoir acquérir un chansonnier qu’ils possèdent déjà;
- gagner par conséquent de la place en n’introduisant pratiquement que du neuf, si ce n’est une partie du contenu du premier chapitre consacré aux groupements estudiantins;
- élargir encore le domaine de la chanson estudiantine en abordant et en développant des genres moins habituels, en tenant compte également de l’évolution actuelle des goûts en la matière. Notamment, nous n’avons pas seulement pensé aux guindailleurs, mais aussi aux guindailleuses en recherchant des textes à caractère plus féminin;
- constituer une réserve de chants permettant ainsi un renouvellement régulier et offrant la possibilité d’être utilisée ultérieurement comme une base de recherches plus approfondies (musicales ou littéraires), comme source à une véritable anthologie ou à la constitution d’une banque de données sur la chanson estudiantine.
- concrétiser, par le biais d’un répertoire multilingue, une volonté réelle de rapprochement entre étudiants.

### Le petit bitu

#### 1reédition

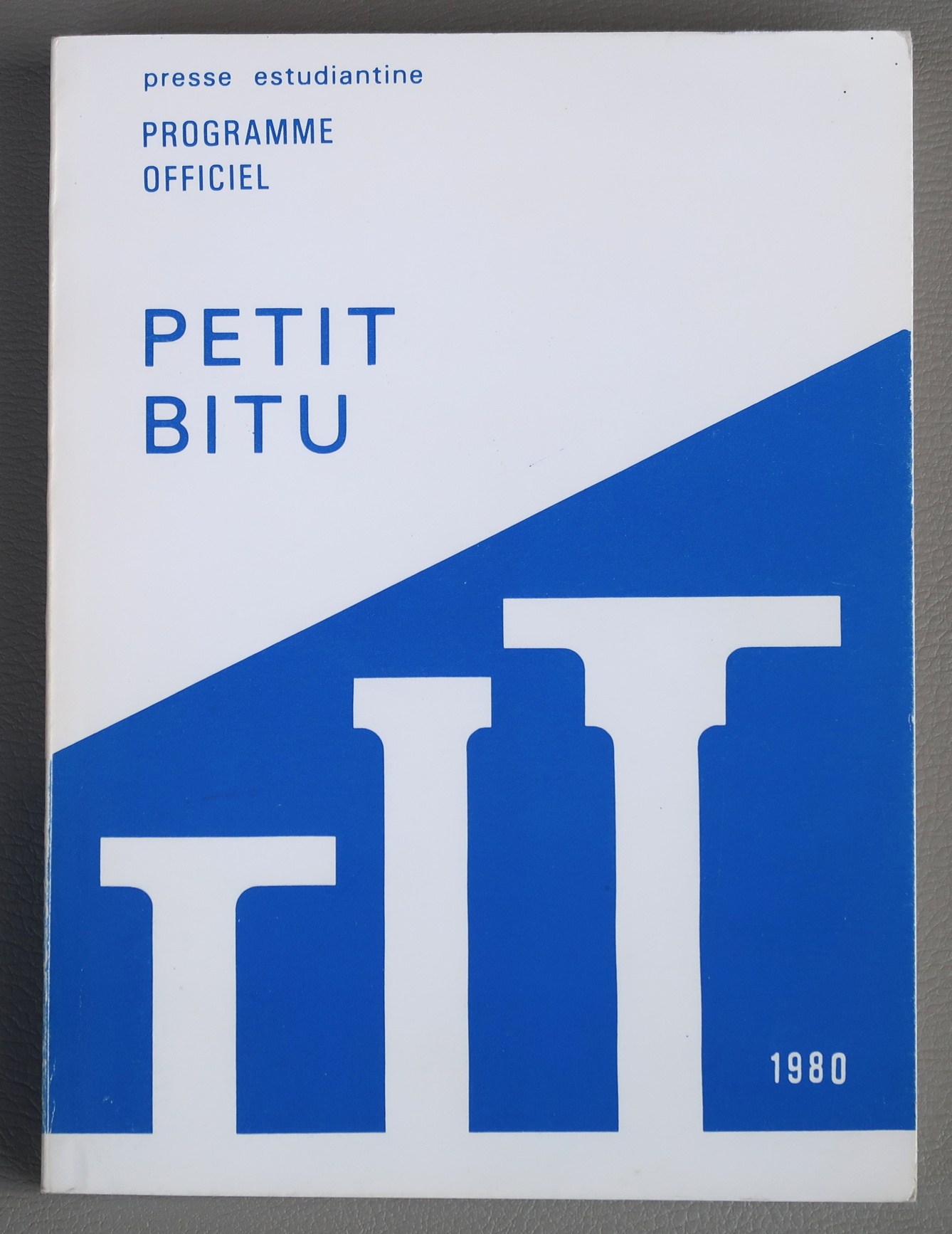
Le Petit Bitu, édition de 1980

Le Petit Bitu est un recueil de chants estudiantins édité en 1980 par les étudiants de l'Université catholique de Louvain. Cette édition, établie par deux étudiants de la régionale du Brabant-Wallon Pernod et Mamelle, a été édité par le Maphys, le cercle de Math-Physique situé sur la place Galilée, et imprimé en 2000 exemplaires à la CIACO. L'ouvrage a été préparé grâce aux machine à écrire du cercle Industriel voisin (CI).
Sa couverture a été inspirée par celle des programmes de cours de l'Université.
L'étudiant Pernod avait établi et publié vers 1976 un premier recueil de chants dans une édition privée et ronéotypée.

#### 2eédition
La deuxième édition Petit Bitu a été publié par la CIACO avec le texte remanié par les mêmes auteurs. Il contient plusieurs dessins de Michel Schetter et d'autres illustrateurs étudiants. Il est aujourd'hui remplacé par le Bitu Magnifique.

#### Le petit bitu II
simple réimpression avec ajout de publicités pour des cafés de la ville de Namur,

#### Le bitu magnifique

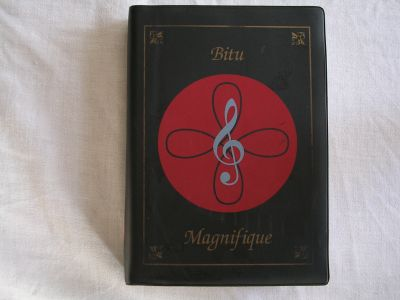
Le Bitu Magnifique, édition de 2001

Le Bitu Magnifique est un recueil de chants estudiantins créé par l'ASBO en 2001, en remplacement du Petit Bitu II, alors épuisé depuis quelques années.
L'adjectif « magnifique » fait référence au titre accordé au recteur de l'Université catholique de Louvain et renoue avec l'appellation d'un chansonnier du même nom datant des années 1960. Il en est actuellement à sa 7e réédition.
- 1re édition (mars 2001) : tirée à 1 000 exemplaires[6] dont 69 numérotés
- 2e édition (septembre 2001) : tirée à 2 000 exemplaires, édition augmentée
- 3e édition (février 2004) : tirée à 2 000 exemplaires
- 4e édition (janvier 2007) : tirée à 2 000 exemplaires
- 5e édition (octobre 2010) : tirée à 3 000 exemplaires
- 6e édition (septembre 2013) : tirée à 5 000 exemplaires
- 7e édition (avril 2019) : tirée à 5 000 exemplaires. Refonte complète édition augmentée de 48 pages.

#### Le bitu ardent
Il est rédigé par le Collège des Archiviste chargé du Musée Belge des Traditions Estudiantines. Anciennement, il était rédigé par le Fonds Jean-Denys Boussart. Une édition de luxe a vu le jour, illustrée par de nombreux auteurs dont l'artiste Commandant Roswell.

### Le Chansonnier des étudiants Belges
Le Chansonnier des étudiants Belges est un recueil de chants estudiantins, créé par la Katholische Academische Verbindung Lovania Löwen en 1901.
Il est rédigé par le chanoine Armand Thiéry, professeur de l'université catholique de Louvain et est publié chez Breitkopf et Härtel à Bruxelles, et chez Nova et Vetera à Louvain.
Il contient plus de 800 chants en langues française, néerlandaise, allemande, anglaise et latine.